# Alexander Jonæ Asping
Alexander Jonæ Asping, född i Lemnhults församling, död 21 september 1728 i Vireda församling, Jönköpings län, var en svensk präst.

## Biografi
Alexander Asping föddes på Trollebo i Lemnhults församling. Han var son till en inspektor. Asping blev 1676 student vid Uppsala universitet och samma år vid Lunds universitet. Han prästvigdes 1685 och blev samma år regementspastor vid Smålands kavalleriregemente. År 1702 blev Asping kyrkoherde i Vireda församling. Han avled 1728 i Vireda församling.

### Familj
Asping var gift med Maria Smaltzia. Hon var dotter till kyrkoherden Daniel Gislonis Smalzius i Vena församling. Smaltzia hade tidigare varit gift med kyrkoherden Dretzenius i Vena församling. Asping och Smaltzia fick tillsammans barnen kyrkoherden Alexander Asping i Vireda församling, Maria Asping som var gift med länsmannen Hagström och Catharina Asping som var gift med komministern Hultner i Bälaryds församling.